# Schwenninger Wild Wings
Die Schwenninger Wild Wings sind ein Eishockeyteam aus Villingen-Schwenningen in Baden-Württemberg. Die „Wild Wings“ sind eine in die serc04wildwings Vermarktungs- und Betriebs GmbH ausgegliederte Profimannschaft und spielen seit der Saison 2013/14 wieder in der Deutschen Eishockey Liga. Der größte Erfolg des Vereins war das Erreichen des Play-off-Halbfinals der 1. Bundesliga 1990. Die Wild Wings waren 1994 Gründungsmitglied der Deutschen Eishockey Liga.
Die Heimspiele tragen die Wild Wings in der 5200 Zuschauer fassenden Helios Arena aus, die Vereinsfarben sind blau und weiß. Der Stammverein der Mannschaft ist der Schwenninger Eis- und Rollsportclub 04 e. V., der die Nachwuchs- und Seniorenabteilung, eine Eiskunstlauf- und eine Inlinehockeyabteilung besitzt. Zu den bekanntesten Spielern, die beim SERC in der Jugend gespielt haben oder später in die Mannschaft der Wild Wings kamen, zählen Marcel Goc, die Seidenberg-Brüder Dennis und Yannic und der ehemalige DEL-Rekordspieler Andreas Renz.

## Geschichte

Das Stadtwappen der damaligen Stadt Schwenningen, das ebenfalls einen Schwan beinhaltet, diente als Vorbild für das Logo des SERC

### Die ersten Anfänge im Schwenninger Eissport (1904–1947)
Die Vereinsgeschichte des Schwenninger ERC reicht über 100 Jahre zurück. Der Verein wurde am 20. Juli 1904 in einem Schwenninger Gasthof als Schwimm- und Eissportverein (Schwimm- und Eisclub e. V. - SEC Schwenningen) gegründet. Der Gründung war ein Badeunfall im nahen Bad Dürrheimer Salinensee vorausgegangen, bei dem vier Jugendliche ums Leben kamen. Daraufhin beabsichtigten einige Bürger der Stadt, einen Schwimmverein ins Leben zu rufen, der jungen Leuten durch das Einrichten einer separaten Eissportabteilung eine zusätzliche Aktivität bieten sollte. So entstand an der Rottweiler Straße schnell eine Natureisbahn für Eishockey, Eiskunstlauf und Eisstockschießen.
Vorerst diente der Verein jedoch nur den Schwenninger Bürgern für den Freizeitsport, die ersten Eishockeybegegnungen fanden erst im Jahr 1927 statt, als der SEC Schwenningen gegen die Mannschaften aus Titisee und Stuttgart spielte. In dieser Zeit wurde der Verein auch überregional sportlich erfolgreich und spielte zum Ende der 1920er Jahre bereits um eine Meisterschaft. 1931 wurde der SEC Meister des Eislaufverbandes Süd-West und nahm anschließend an der Finalrunde um die deutsche Meisterschaft teil. In den folgenden fünf Jahren gewann der SEC ununterbrochen die südwestdeutsche Eishockeymeisterschaft und nahm erneut 1933 an der Vorrunde um die deutsche Meisterschaft teil.

### Erste sportliche Erfolge nach dem Zweiten Weltkrieg (1947–1964)
Nach dem Zweiten Weltkrieg suchten die Verantwortlichen eine neue sportliche Heimat für den ECS und entschlossen sich gezwungenermaßen für eine Reithalle, da die Natureisbahn während des Krieges zweckentfremdet wurde. 1947 trennte sich der Stammverein von seiner Schwimmabteilung und gründete stattdessen mit der Rollhockeyabteilung eine neue Sparte. Kurze Zeit später begann der Wiederaufbau der ehemaligen Heimspielstätte an der „Rottweiler Straße“. Anfang der 1950er Jahre erfolgte eine Umbenennung: Ab sofort nannte sich der Verein Schwenninger ERC. Von 1952 bis 1956 nahm der SERC als Meister von Württemberg an den Qualifikationsspielen zur Oberliga teil, die Qualifikation gelang jedoch nicht. In der Spielzeit 1957/58 wurde der Eis- und Rollsportclub erneut Meister, diesmal verzichtete der Verein jedoch freiwillig auf die anschließende Qualifikation.
Ende der 1950er Jahre sank durch eine Verlegung des Kanals der Grundwasserspiegel rapide, sodass eine extrem kalte Witterung für eine Eisaufbereitung nötig war. Infolgedessen stand der Verein kurz vor seiner Auflösung, da ohne eine geeignete Heimspielstätte kein Spielbetrieb stattfinden konnte. Im Dezember 1964 wurde schließlich eine vorerst nicht überdachte Kunsteisbahn fertiggestellt, die den Klub vor dem Kollaps rettete. Ein zuvor gegründeter Kunsteisbahn-Förderverein trug maßgeblich dazu bei, dass der Klub weiterhin existieren konnte. Dennoch blickte der SERC in eine ungewisse Zukunft, da es keine Nachwuchsarbeit gab und zudem keine wettbewerbsfähige Mannschaft existierte.

### Der Aufstieg in die Bundesliga (1964–1981)
| Saison  | Liga  | Hauptrunde | Endrunde |
| ------- | ----- | ---------- | -------- |
| 1974/75 | RL    | 4. Platz   | −        |
| 1975/76 | RL    | 2. Platz   | −        |
| 1976/77 | OL    | 4. Platz   | 5. Platz |
| 1977/78 | OL    | 3. Platz   | 3. Platz |
| 1978/79 | OL    | 2. Platz   | 2. Platz |
| 1979/80 | 2. BL | 3. Platz   | −        |
| 1980/81 | 2. BL | 2. Platz   | −        |

Die Verantwortlichen entschlossen sich Mitte der 1960er Jahre für eine Spielgemeinschaft mit dem WSV Titisee und verpflichteten den ehemaligen Bundesligaspieler Ernst Wölfl, welcher dem Verein zu einer Renaissance verhalf. Zunächst absolvierte der SERC nur Freundschaftsspiele. Erst mit der Einführung der vierten übergreifenden Spielklasse in Deutschland 1974 rückte der SERC in die Regionalliga Süd auf. Zur Saison 1976/77 konnte der Eishockeyclub als Vizemeister in die Oberliga Süd aufsteigen, da der eigentliche Meister, der SC Reichersbeuren, auf den Aufstieg verzichtete. Aus dieser Liga stiegen die Schwenninger als Vizemeister 1979 unter Trainer Peter Ustorf in die 2. Bundesliga auf. In der ersten Saison in der zweithöchsten deutschen Spielklasse konnte der Eishockeyverein den dritten Tabellenrang erreichen.
Die Mannschaft war punktgleich mit dem damals Zweitplatzierten, dem EHC 70 München, und landete lediglich durch das schlechtere Torverhältnis auf dem dritten Rang. Am Ende fehlten dem Team fünf Tore für einen möglichen Aufstieg in die Bundesliga. In der darauffolgenden Spielzeit erreichte der SERC schließlich mit 68:20 Punkten den zweiten Tabellenplatz. Der Punkterückstand des damaligen Drittplatzierten, des Deggendorfer SC, betrug 16 Punkte. Somit stiegen die Schwenninger als Vizemeister 1981 in die Eishockey-Bundesliga auf. Trotz erheblicher finanzieller Belastungen wagte die Vereinsführung damals gemeinsam mit dem Lokalrivalen ERC Freiburg den Aufstieg in die Bundesliga.

### Die Jahre in der Bundesliga (1981–1994)
Nachdem der Verein in der Saison 1981/82 zum ersten Mal in seiner Vereinsgeschichte in der höchsten deutschen Spielklasse spielte, erreichten die Schwenninger den neunten Tabellenplatz und verpassten somit die Qualifikation für die Play-offs.
| Saison  | Liga | Hauptrunde | Endrunde      |
| ------- | ---- | ---------- | ------------- |
| 1981/82 | BL   | 9. Platz   | Relegation    |
| 1982/83 | BL   | 5. Platz   | Viertelfinale |
| 1983/84 | BL   | 5. Platz   | −             |
| 1984/85 | BL   | 6. Platz   | Viertelfinale |
| 1985/86 | BL   | 8. Platz   | Viertelfinale |
| 1986/87 | BL   | 7. Platz   | Viertelfinale |
| 1987/88 | BL   | 8. Platz   | Viertelfinale |
| 1988/89 | BL   | 5. Platz   | Viertelfinale |
| 1989/90 | BL   | 5. Platz   | Halbfinale    |
| 1990/91 | BL   | 6. Platz   | Viertelfinale |
| 1991/92 | BL   | 8. Platz   | Viertelfinale |
| 1992/93 | BL   | 9. Platz   | 2. Runde↓     |
| 1993/94 | BL   | 10. Platz  | Relegation    |

↓ Play-downs
Anschließend musste der weitere Verbleib in der Bundesliga in der Relegationsrunde erspielt werden. Mit einem zweiten Platz und einem Punkteverhältnis von 15:5 konnte der Klassenerhalt gesichert werden. In der darauffolgenden Spielzeit gelang es den Schwänen erstmals, sich mit einem fünften Tabellenrang nach der Vorrunde für die Endrunde der Bundesliga zu qualifizieren. Dort schied der SERC in der ersten Play-off-Runde in einer Best-of-Three-Serie mit 1:2 Niederlagen gegen den Kölner EC aus.
Während der Eishockeyclub in der Saison 1983/84 noch einmal die Play-offs verpasste, erreichte Schwenningen in den folgenden acht Spielzeiten regelmäßig mindestens das Play-off-Viertelfinale. Höhepunkt in der bisherigen Vereinsgeschichte war das Spieljahr 1989/90, als die Baden-Württemberger nach einem 3:2 Viertelfinal-Sieg gegen die BSC Preussen das Halbfinale erreichten. Dort scheiterte der Club an der Düsseldorfer EG, die wenig später die deutsche Meisterschaft gewannen. Der Deutsch-Kanadier Wally Schreiber war einer der prägenden Akteure des Schwenninger Eissports der 1980er Jahre. Der ehemalige NHL-Spieler erzielte in der Saison 1989/90 in insgesamt 46 absolvierten Ligapartien 74 Scorerpunkte und hatte neben dem gebürtigen Kanadier Grant Martin, der ebenfalls zu den Top-Scorern der Liga gehörte, großen Anteil am Erreichen des Halbfinales.
Die Mannschaft konnte den Erfolg aus der Spielzeit 1989/90 nicht wiederholen und schied stattdessen in den Jahren 1991 und 1992 im Viertelfinale aus. Dabei verloren die Schwäne im Play-off-Viertelfinale des Jahres 1991 mit 1:3 Niederlagen gegen den SB Rosenheim und eine Saison später mit 0:3 Niederlagen gegen die Düsseldorfer EG. Die DEG, die nach einem Finalsieg die deutsche Meisterschaft gewann, fügte den Schwenningern hohe Niederlagen zu. So verlor der SERC das erste Spiel mit 1:5, das zweite mit 2:5 und das entscheidende dritte in Schwenningen mit 1:11.
In der Saison 1992/93 konnte der Verein, nicht zuletzt wegen des im Vergleich zur Konkurrenz sehr geringen Etats, den sportlichen Abstieg nicht verhindern. Da dem Lokalrivalen EHC Freiburg durch den Deutschen Eishockey-Bund allerdings die Bundesliga-Lizenz entzogen wurde, verblieb der SERC trotz zweier Niederlagen in den Play-downs gegen die Eisbären Berlin und den EHC Freiburg in der Bundesliga. Durch den Abgang des Schwenninger Top-Scorers Wally Schreiber, der im Sommer 1993 zum EC Hedos München wechselte, stand der Eishockeyclub vor einer schweren Saison 1993/94. Letztendlich erreichte das Team nach der Vorrunde den neunten Tabellenrang und verpasste somit, wie bereits im Vorjahr, die Qualifikation für die Play-offs. Den Klassenerhalt sicherte der SERC in der Relegation mit zwei Siegen gegen die EC Kassel Huskies.

### Von der DEL bis zum Lizenzentzug (1994–2003)
Durch eine Reform des deutschen Eishockeys wurde die Bundesliga zur Saison 1994/95 durch die Deutsche Eishockey Liga als neue höchste Spielklasse ersetzt. Im Zuge dieser Ligenreform änderten die meisten Mannschaften, z. T. nur geringfügig, ihre Vereinsnamen. Häufig wurde dabei ein Tiername mit dem Namen der Stadt kombiniert. Auch der Schwenninger ERC änderte seine offizielle Bezeichnung und nahm fortan unter dem Namen SERC Wild Wings am Spielbetrieb teil. Der Verein konnte die Lizenzauflagen für die neugeschaffene DEL erfüllen und wurde somit eines der Gründungsmitglieder.
| Saison  | Liga | Hauptrunde | Endrunde      |
| ------- | ---- | ---------- | ------------- |
| 1994/95 | DEL  | 9. Platz   | Viertelfinale |
| 1995/96 | DEL  | 5. Platz   | Achtelfinale  |
| 1996/97 | DEL  | 11. Platz  | 1. Runde↓     |
| 1997/98 | DEL  | 9. Platz   | Qualifikation |
| 1998/99 | DEL  | 10. Platz  | −             |
| 1999/00 | DEL  | 11. Platz  | −             |
| 2000/01 | DEL  | 12. Platz  | −             |
| 2001/02 | DEL  | 16. Platz  | 1. Runde↓     |
| 2002/03 | DEL  | 14. Platz  | 1. Runde↓     |

↓ Play-downs

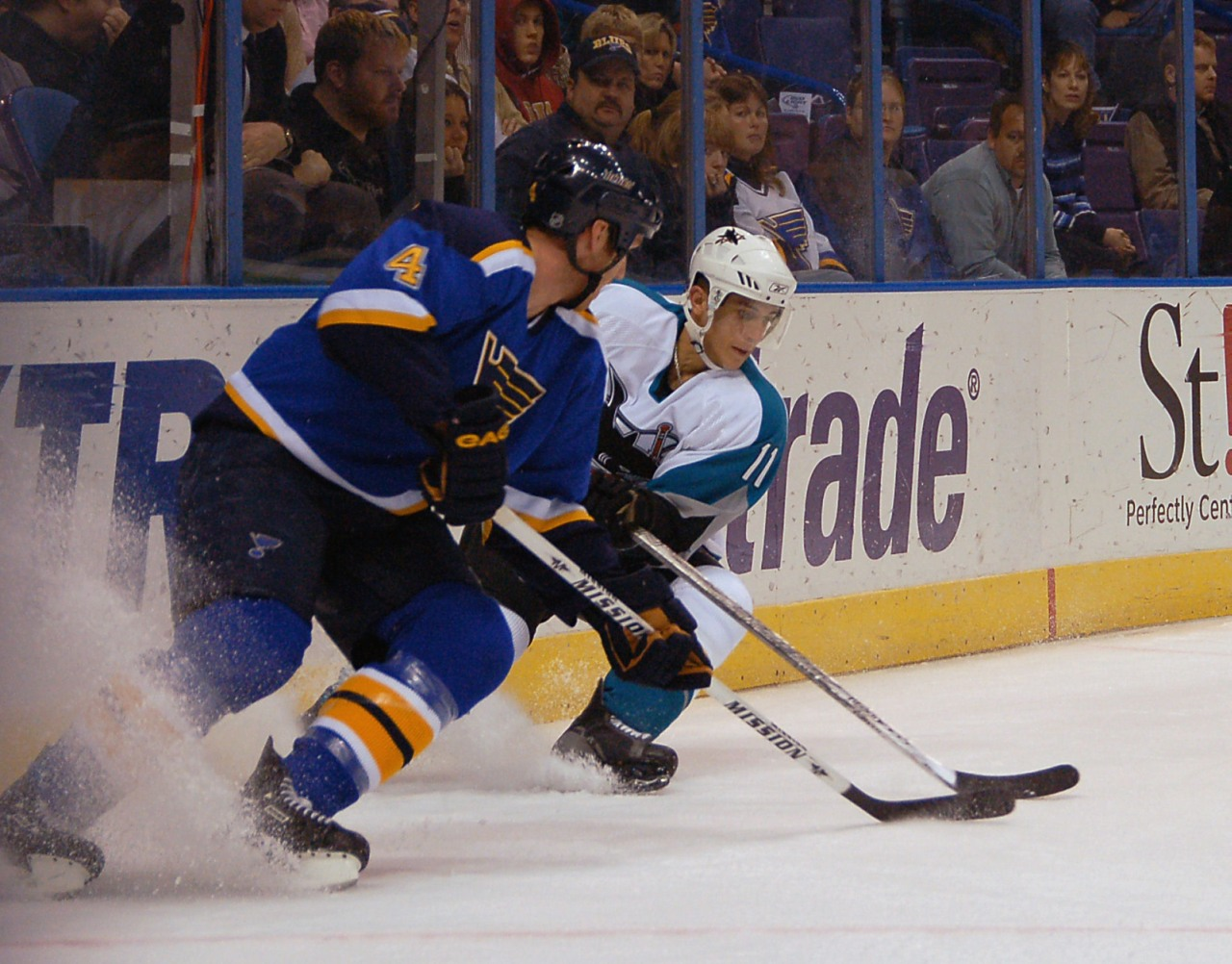
Marcel Goc (rechts) ging zwischen 1999 und 2002 für die Schwenninger aufs Eis

Auch der Ausbau der Kunsteisbahn wurde fertiggestellt. Fortan konnte der Verein zwei überdachte Eisbahnen sowie einen ausgebauten Kabinentrakt benutzen. In der ersten Spielzeit in der DEL erreichte das Team des SERC den neunten Tabellenrang und qualifizierte sich damit für das Play-off-Achtelfinale, welches der Klub gegen die Starbulls Rosenheim gewann. Im anschließenden Viertelfinale verlor der Verein alle vier Spiele gegen den BSC Preussen und schied somit in der zweiten Runde aus. Neben der Profimannschaft in der DEL nahm in den Jahren 1996/97 und 1997/98 eine Schwenninger Amateurmannschaft unter dem Namen SERC Fire Wings am Spielbetrieb der drittklassigen 2. Liga Süd teil.
Während die Schwenninger 1996 noch einmal die erste Runde der Play-offs erreichten, konnte sich der SERC in den folgenden sieben Spielzeiten nicht mehr für die Play-offs qualifizieren und nahm stattdessen nur noch an der Abstiegsrunde teil. Einer der prägenden Akteure der Wild Wings während dieser Zeit war der Kanadier Gordon Hynes, der in der Saison 1996/97 in 47 Ligaspielen 56 Scorerpunkte erzielte und somit der punktbeste Verteidiger der Liga war. Zum Ende des Spieljahres 2000/01 belegte der Verein den 16. und damit den letzten Tabellenrang.
Der Klassenerhalt konnte erst in den Play-downs gesichert werden, als das DEL-Gründungsmitglied die Berlin Capitals in einer Best-of-Seven-Serie mit 4:3 Spielen besiegen konnte. Darüber hinaus gerieten die Wild Wings in erhebliche finanzielle Schwierigkeiten und konnten die Saison nur durch Spendenaktionen der Anhänger und regionaler Geldgeber beenden. Die Eröffnung eines Insolvenzverfahrens ließ sich jedoch nur bis zum 29. Januar 2003 hinauszögern und so wurde den Wild Wings trotz des sportlichen Klassenerhalts im April 2003 die DEL-Lizenz entzogen. Der den Wild Wings in den Play-downs unterlegene sportliche Absteiger Frankfurt Lions verblieb somit in der DEL und konnte dort in der Folgesaison die Meisterschaft gewinnen. Schlechte Zuschauerzahlen und Zahlungsschwierigkeiten der Sponsoren waren die vom damaligen Vorstand bekanntgegebenen Gründe für die auf mehrere 100.000 Euro bezifferte Schuldenlast. Die Wild Wings konnten das Insolvenzverfahren im Sommer 2003 jedoch erfolgreich abschließen, was dem Verein die Aufnahme in die 2. Bundesliga ermöglichte.

### Der Neuanfang in der 2. Bundesliga (2003–2013)

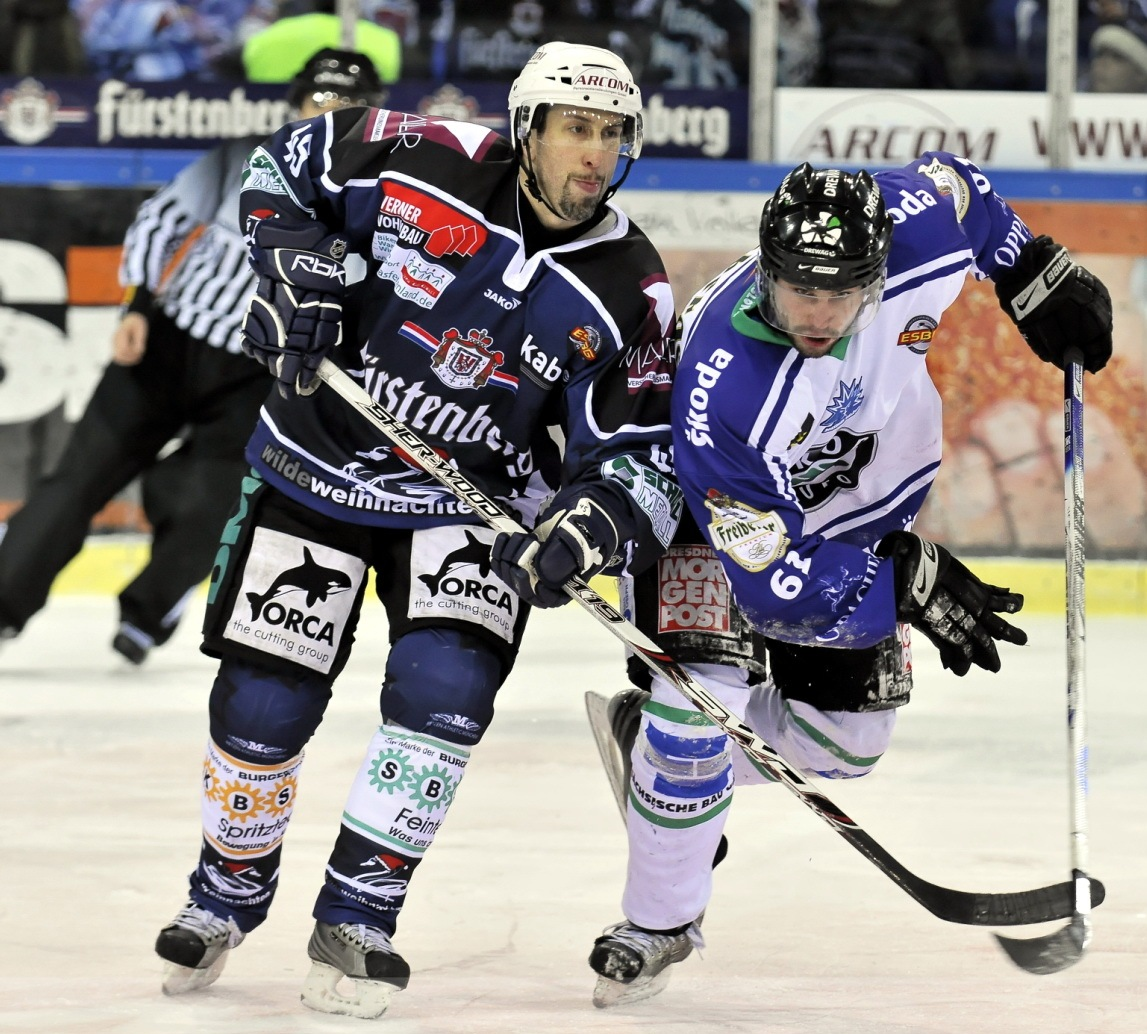
Spiel gegen die Dresdner Eislöwen 2008

Da die Schwenninger alle Voraussetzungen für die Lizenz durch die ESBG erfüllten, konnte der Spielbetrieb der Wild Wings ab der Saison 2003/04 in der 2. Bundesliga fortgesetzt werden. Während der ersten Spielzeit in der 2. Bundesliga seit 21 Jahren platzierte sich der Absteiger letzten Endes auf dem achten Tabellenplatz und qualifizierte sich somit erfolgreich für die anschließenden Play-offs, wo die Schwäne in der ersten Runde ausschieden. Nachdem der Eishockeyclub in der folgenden Saison ebenfalls im Play-off-Viertelfinale ausschied, erreichten die Baden-Württemberger im Jahr 2006 erstmals das Halbfinale, welches mit 1:3 Niederlagen gegen den späteren Finalsieger und damit ersten Aufsteiger, die Straubing Tigers, verloren ging.
| Saison  | Liga  | Hauptrunde | Endrunde      |
| ------- | ----- | ---------- | ------------- |
| 2003/04 | 2. BL | 8. Platz   | Viertelfinale |
| 2004/05 | 2. BL | 4. Platz   | Viertelfinale |
| 2005/06 | 2. BL | 6. Platz   | Halbfinale    |
| 2006/07 | 2. BL | 4. Platz   | Viertelfinale |
| 2007/08 | 2. BL | 4. Platz   | Halbfinale    |
| 2008/09 | 2. BL | 8. Platz   | Achtelfinale  |
| 2009/10 | 2. BL | 1. Platz   | Finale        |
| 2010/11 | 2. BL | 4. Platz   | Finale        |
| 2011/12 | 2. BL | 3. Platz   | Halbfinale    |
| 2012/13 | 2. BL | 2. Platz   | Finale        |

In der Saison 2006/07 belegte der Klub nach der Vorrunde den vierten Platz, hinter dem Aufstiegskandidaten aus Kassel, den Grizzly Adams Wolfsburg und dem REV Bremerhaven. Im Play-off-Viertelfinale schied der SERC gegen die Landshut Cannibals aus.
Im Frühjahr 2007 standen die SERC Wild Wings erneut vor dem Aus, als die Betriebsgenehmigung für das Stadiondach ablief. Unterstützt von einer breiten Rettungsaktion der Bevölkerung und der Fans entschied der Stadtrat der Stadt Villingen-Schwenningen im März, dass das Stadion notdürftig saniert wird. Somit konnte der Verein seinen Spielbetrieb fortsetzen. Im November 2007 wurde vom Gemeinderat der Ausbau zu einer Multifunktionshalle beschlossen.
Eine Spielzeit später, in der Saison 2007/08, veranschlagte das Management einen Saisonetat von 2,1 Millionen Euro und unterhielt damit neben dem SC Bietigheim-Bissingen und hinter den Kassel Huskies den zweitteuersten Spielerkader. Letztendlich platzierten sich die Schwenninger nach Abschluss der Vorrunde, wie bereits in der Spielzeit 2006/07, auf dem vierten Platz, der die Qualifikation für die Endrunde bedeutete. Während im Play-off-Viertelfinale der SC Riessersee besiegt werden konnte, blieb der Schwenninger Eis- und Rollsportclub in der zweiten Runde gegen die Kassel Huskies ohne Chance. Die Saison 2008/09 war nach dem Halbfinaleinzug im Vorjahr, weniger erfolgreich. So belegte die Mannschaft nach der Vorrunde den achten Platz und verpasste somit die direkte Play-off-Qualifikation. Stattdessen trat der SERC folglich in der Qualifikation für das Play-off-Viertelfinale gegen die Fischtown Pinguins an. Der Schwenninger ERC verlor die Serie mit 0:2 Niederlagen.
Die Saison 2009/10 war von vielen Neuzugängen von den Tölzer Löwen geprägt, da diese in der Vorsaison Insolvenz anmelden mussten. Die Spielzeit war die erfolgreichste in der Geschichte der Wild Wings. Während die Hauptrunde auf dem ersten Platz beendet wurde, musste sich die Mannschaft im Playoff-Finale gegen den Hauptrundenzweiten EHC München geschlagen geben.
Nach dieser Saison hat Schwenningen mit Roland Mayr, Philipp Schlager, Radek Křesťan und Jonas Lanier vier Spieler mit DEL-Erfahrung verpflichtet. Die Verträge mit Guy Lehoux, Marc St. Jean, Markus Schröder, Andrej Kaufmann und Florian Kirschbauer wurden nicht verlängert bzw. aufgelöst. Außerdem mussten sie mit Jason Guerriero einen ihrer Topscorer gehen lassen, weil die neue Saison mit fünf ausländischen Spielern pro Mannschaft, statt wie bisher mit sechs Ausländern gespielt wurde. Am 29. Juli 2010 gelang den Schwarzwäldern ein Transfererfolg, als sie den DEL-Rekordspieler Andreas Renz von den Kassel Huskies verpflichteten, da Renz aus familiären Gründen seinen Vertrag in Kassel auflöste und nach Schwenningen zurückkehrte. Am 6. September konnte der Verein erneut ein Transfer vermelden, als sie Christoph Melischko von den Huskies verpflichteten, nachdem diese Insolvenz angemeldet hatten und weder die Lizenz für die DEL noch für die 2. Eishockey-Bundesliga bekamen, verließen viele Spieler den Verein und Melischko entschied sich für die Wild Wings, womit er die sechste Neuverpflichtung mit DEL-Erfahrung ist.

Logo der Wild Wings bis 2013

Die Saison 2010/11 war für die Wild Wings am Anfang erfolgreich. 44 Mal standen die Wild Wings auf dem Tabellenplatz eins der Saison und das Team hatte auf den Tabellenzweiten Ravensburg Towerstars 13 Punkte Vorsprung, doch am Saisonende fielen sie in ein Tief. Selbst der Neuzugang Siniša Martinović und Rückkehrer Andy Schneider konnten neun Auswärtsniederlagen in Folge und das Abrutschen auf Platz vier nicht verhindern. In den Playoffs kamen die Wild Wings wieder und besiegten den ESV Kaufbeuren im Viertelfinale und die Dresdner Eislöwen im Halbfinale mit einem Sweep. Erneut standen die Wild Wings im Finale, diesmal war es der Hauptrundenmeister Ravensburg Towerstars. Die Wild Wings verloren alle drei Spiele (7:2; 3:4 n. V. und 2:1) und wurden erneut Vizemeister.
Als Titelfavorit begann die Saison 2011/12 sehr schlecht. Mit namhaften Verpflichtungen wie Justin Mapletoft, Peter Boon, Chris Schmidt und David Walker sowie den Neulingen Dominik Walsh, Marc Wittfoth, Mirko Sacher und Kai Kristian sollte es klappen. Doch durch das Pokal-Aus gegen den Oberligist EV Füssen in der 1. Runde des DEB-Pokals sowie vier Niederlagen aus fünf Spielen in der Liga stand man auf den letzten Tabellenrang. Nach der Entlassung von Axel Kammerer trennte man sich später auch von Justin Mapletoft, da dieser die Erwartungen in keiner Weise erfüllen konnte. Als der Stammtorhüter Sinisa Martinovic auch nicht die Leistungen brachte, befand der Verein sich schon in der Krise. Als man Jürgen Rumrich verpflichtete, war sein Ziel, den letzten Tabellenplatz zu verlassen und sich für die Playoffs zu qualifizieren. Man holte noch Mathias Lange und Pierre-Luc Sleigher ins Team. Am 8. November 2011 kam das Lebenszeichen. Die Wild Wings gewannen gegen die Fischtown Pinguins 3:0, das Spiel stand ganz im Zeichen der beiden Nachverpflichter Lange und Sleigher. Sleigher schoss alle drei Tore, während Lange in seinem ersten Spiel gleich ein Shutout gelang. Dadurch konnten die Wild Wings eine starke Saison spielen und man erreichte noch den 3. Platz. Man konnte vor Jahreswechsel noch Robby Sandrock verpflichten, der als Blueliner kam, aber dieser Rolle nicht gerecht wurde. In den Playoffs traf man im Viertelfinale auf die Lausitzer Füchse. Man konnte die Serie 4:1 gewinnen, aber als man auf die Starbulls Rosenheim im Halbfinale traf, konnten diese die Serie mit 4:2 für sich entscheiden.
Vor der Saison 2012/13 wurden die Wild Wings wieder als Titelaspirant gehandelt. Unter dem neuen Coach Stefan Mair und Co-Trainer Andreas Renz wurden Lukas Lang, Stefan Meyer, Rob Hennigar, Ray Macias, Alexander Dück, Andre Mangold, Tom-Patric Kimmel, Matt Mackay, Marcel Thome und der spätere Neuverpflichtung Alex Leavitt verpflichtet. Besonders Dan Hacker stach in dieser Saison aus, er wurde Topscorer der Liga und als Bester Stürmer und Bester Spieler der Liga gewählt. In der Hauptrunde belegten sie hinter den Bietigheim Steelers den 2. Platz. Die Playoffs wurden von den Fans als „Tour der Ländle“ genannt, weil sie im Viertelfinale Heilbronn mit 4:1 besiegten, Ravensburg auch 4:1 besiegt wurde und im Finale gegen den Hauptrundenmeister Bietigheim Steelers mit 4:2 verloren wurde.

### Rückkehr in die DEL (seit 2013)

Logo der Wild Wings ab 2013

Ab der Sommerpause wurden die Gerüchte laut, dass sich die Hannover Scorpions und die Düsseldorfer EG in finanziellen Schwierigkeiten befänden. Es stellte sich heraus, dass Düsseldorf in der DEL verblieb, während Hannover die DEL-Lizenz verkaufen wollte. Am 23. Mai 2013 wurde bei einer Pressekonferenz der Hannover Scorpions bekanntgegeben, dass sie ihre Lizenz nach Schwenningen verkaufen würden. Am 14. Juni 2013 erklärte die DEL, dass die Clubs der Deutschen Eishockey Liga dem Antrag der Hannover Scorpions Eishockey-Betriebs-GmbH auf Umzug nach Schwenningen einstimmig entsprochen hätten.
| Saison  | Hauptrunde | Endrunde      |
| ------- | ---------- | ------------- |
| 2013/14 | 13. Platz  | −             |
| 2014/15 | 14. Platz  | −             |
| 2015/16 | 14. Platz  | −             |
| 2016/17 | 12. Platz  | −             |
| 2017/18 | 10. Platz  | Pre-PO        |
| 2018/19 | 14. Platz  | −             |
| 2019/20 | 14. Platz  | −             |
| 2020/21 | 5. Gr. Süd | −             |
| 2021/22 | 14. Platz  | −             |
| 2022/23 | 12. Platz  | −             |
| 2023/24 | 6. Platz   | Viertelfinale |
| 2024/25 | 9. Platz   | Pre-PO        |

Mit der Veröffentlichung des DEL-Spielplans für die Saison 2013/14 am 3. Juli 2013 veröffentlichten die Wild Wings ihr neues Logo. Der Schwenninger Schwan ist nun nicht mehr Bestandteil des Logos der DEL-Mannschaft.
In der Hauptrunde belegten die Wild Wings schließlich den 13. Platz und verpassten damit die Teilnahme an den Play-offs. Sowohl 2014/15, als auch 2015/16 wurden die Wild Wings Letztplatzierter der Hauptrunde und qualifizierten sich nicht für die Play-offs. In der Saison 2017/18 zog die Mannschaft als Tabellenzehnter der Hauptrunde in die Playoffs ein und unterlag in der ersten Runde Wolfsburg mit 0:2-Siegen.
Die Saison 2018/19 schlossen die Wild Wings auf dem 14. und damit dem letzten Tabellenplatz ab. Auch die Saison 2019/20 beendeten sie auf dem letzten Tabellenplatz. Es folgte die Saison 2020/21, die aufgrund der Covid-19-Pandemie in einem Modus mit zwei regionalen Gruppen ausgetragen wurde. Die Wild Wings erreichte den 5. Tabellenplatz in der Gruppe Süd und nahmen damit erneut nicht an den Playoffs teil.
In der Saison 2021/22 stand die Mannschaft nach 19 Spielen auf dem letzten Tabellenplatz. Durch die Wiedereinführung des sportlichen Abstiegs drohte den Wild Wings bei Verbleib auf dem letzten Platz der erneute Abstieg in die Zweitklassigkeit.

## Spieler

### Kader der Saison 2024/25
Stand: 8. Januar 2025
| Nr. | Nat.               | Spieler             | Pos. | Geburtsdatum      | im Team seit | Geburtsort                          |
| --- | ------------------ | ------------------- | ---- | ----------------- | ------------ | ----------------------------------- |
| 1   |                    | Michael Bitzer      | G    | 23. Oktober 1993  | 2024         | Moorhead, Minnesota, USA            |
| 60  | Schweden           | Joacim Eriksson     | G    | 9. April 1990     | 2020         | Hedesrunda, Schweden                |
| 6   |                    | Daryl Boyle – A     | D    | 24. Februar 1987  | 2023         | Sparwood, British Columbia, Kanada  |
| 16  |                    | Arkadiusz Dziambor  | D    | 31. Januar 2002   | 2023         | Pyskowice, Polen                    |
| 37  |                    | Thomas Larkin – C   | D    | 31. Dezember 1990 | 2023         | London, England                     |
| 54  | Vereinigte Staaten | Ben Marshall        | D    | 30. August 1992   | 2023         | Saint Paul, Minnesota, USA          |
| 4   | Kanada             | Jordan Murray       | D    | 17. Dezember 1992 | 2024         | Riverview, New Brunswick, Kanada    |
| 8   | Deutschland        | Daniel Schwaiger    | D    | 24. Februar 2002  | 2024         | Garmisch-Partenkirchen, Deutschland |
| 53  |                    | Alex Trivellato     | D    | 5. Januar 1993    | 2022         | Bozen, Italien                      |
| 78  |                    | Will Weber – A      | D    | 28. Oktober 1988  | 2020         | Gaylord, Michigan, USA              |
| 64  |                    | Boaz Bassen         | F    | 9. Mai 1999       | 2018         | Villingen-Schwenningen, Deutschland |
| 11  | Deutschland        | Viktor Buchner      | F    | 28. April 2003    | 2022         | Heidelberg, Deutschland             |
| 9   | Deutschland        | Philip Feist        | F    | 4. August 2003    | 2021         | Duisburg, Deutschland               |
| 10  | Deutschland        | Mirko Höfflin       | RW   | 18. Juni 1992     | 2024         | Freiburg im Breisgau, Deutschland   |
| 94  | Deutschland        | Phil Hungerecker    | LW   | 3. August 1994    | 2022         | Lüneburg, Deutschland               |
| 47  |                    | Alexander Karachun  | F    | 3. März 1995      | 2021         | Danzig, Polen                       |
| 72  | Kanada             | Brandon McMillan    | C    | 20. März 1990     | 2024         | Delta, British Columbia, Kanada     |
| 18  | Deutschland        | Daniel Neumann      | F    | 22. Februar 2002  | 2022         | Leipzig, Deutschland                |
| 40  | Norwegen           | Ken André Olimb – A | C    | 21. Januar 1989   | 2021         | Oslo, Norwegen                      |
| 88  | Kanada             | Kyle Platzer        | C    | 4. März 1995      | 2023         | Waterloo, Ontario, Kanada           |
| 73  |                    | Matt Puempel        | LW   | 24. Januar 1993   | 2024         | Windsor, Ontario, Kanada            |
| 23  | Kanada             | Brett Ritchie       | RW   | 1. Juli 1993      | 2025         | Orangeville, Ontario, Kanada        |
| 89  | Kanada             | Zach Senyshyn       | RW   | 30. März 1997     | 2023         | Ottawa, Ontario, Kanada             |
| 90  | Kanada             | Tylor Spink         | C    | 31. Dezember 1992 | 2020         | Williamstown, Ontario, Kanada       |
| 96  | Kanada             | Tyson Spink         | LW   | 31. Dezember 1992 | 2020         | Williamstown, Ontario, Kanada       |
| 93  | Deutschland        | Sebastian Uvira     | C    | 26. Januar 1993   | 2022         | Freiburg im Breisgau, Deutschland   |

Trainerstab
| Tätigkeit  | Nat.   | Name         | Geburtsdatum    | Im Team seit | Geburtsort                 |
| ---------- | ------ | ------------ | --------------- | ------------ | -------------------------- |
| Trainer    | Kanada | Steve Walker | 12. Januar 1973 | 2023         | Collingwood, Ontario       |
| Co-Trainer | Kanada | Tim Kehler   | 5. Juli 1971    | 2023         | Victoria, British Columbia |

### Mitglieder der Hockey Hall of Fame Deutschland

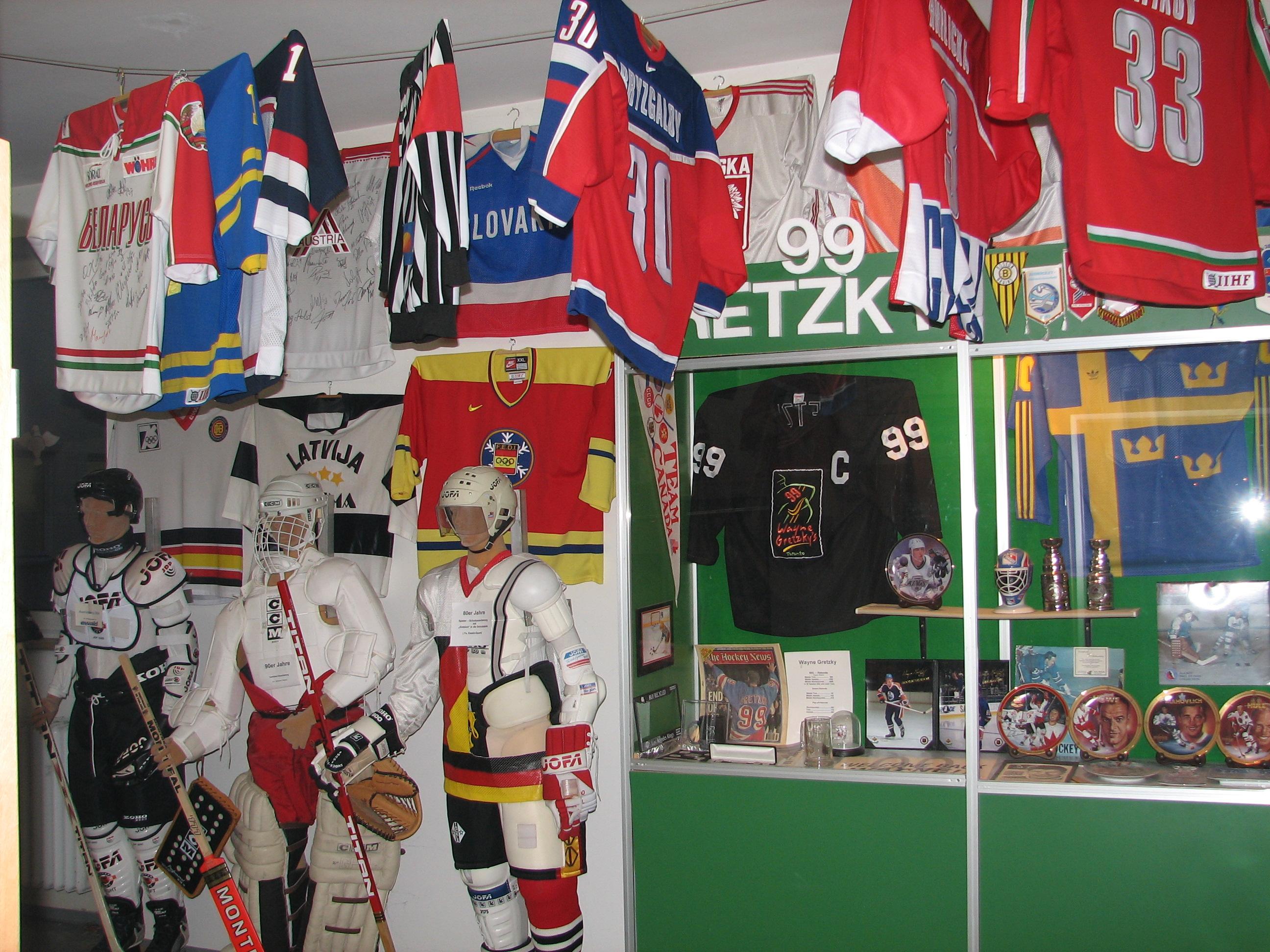
Innenraum des deutschen Eishockeymuseums in Augsburg

In die „Hall of Fame“ des deutschen Eishockeymuseums werden Persönlichkeiten aufgenommen, die sich um den Eishockeysport in Deutschland verdient gemacht haben. Von den aufgenommenen Akteuren wirkten in Schwenningen:
(Teamzugehörigkeit und Tätigkeit/Position in Klammern)
- Georg Holzmann
(1984–1986, Sturm)
Georg Holzmann war zwischen 1984 und 1986 zwei Spielzeiten für den Schwenninger ERC aktiv. In dieser Zeit konnte er in 76 absolvierten Partien 77 Scorerpunkte für die Schwäne erzielen.
- Matthias Hoppe
(1982–1999, 2003–2004 Tor)
Hoppe ging insgesamt 19 Jahre für die SERC Wild Wings aufs Eis. In dieser Zeit absolvierte er 523 Ligaspiele und war somit einer der beständigsten Torhüter in der Geschichte des Schwenninger Eishockeysports.

### Gesperrte Trikotnummern
Im Laufe der Geschichte haben die Schwenninger Wild Wings zwölf Trikotnummern offiziell gesperrt.
- Jaroslav Maly – er trug die Rückennummer #17, ist Ehrenspielführer und war maßgeblich am Aufstieg des SERC aus der Oberliga in die Bundesliga verantwortlich.
- Dan Hacker – er trug die Rückennummer #20, spielte von 2009 bis 2015 in Schwenningen und beendete dort 2015 seine Karriere. Während seiner Zeit in Schwenningen war er jedes Jahr Topscorer des Teams.
- Karl Altmann – er trug die Rückennummer #21, wurde während seiner Zeit beim Schwenninger ERC in insgesamt 477 Partien eingesetzt und gehört somit zu den Spielern mit den meisten absolvierten Ligaeinsätzen in der Geschichte des Schwenninger Eishockeysports.
- George Fritz – er trug die Rückennummer #22 insgesamt 12 Jahre lang und führt die ewige Scorerliste des SERC mit 438 Punkten (207 Tore und 231 Assists) an.
- Thomas Deiter – er trug die Rückennummer #24 und stand zwischen 1983 und 1995 im Kader des Schwenninger ERC. In dieser Zeit war er mit seinem Team ausschließlich in der höchsten deutschen Eishockeyliga, der 1. Bundesliga beziehungsweise der DEL, aktiv.
- Wally Schreiber – er trug die Rückennummer #25, war Publikumsliebling mit dem Spitznamen „Wally“ und bildete zusammen mit Grant Martin und Bruce Hardy eine der gefährlichsten Sturmreihen in der Geschichte der 1. Bundesliga.
- Matthias Hoppe – er trug die Rückennummer #27, ist in der Hall of Fame Deutschland, spielte insgesamt 17 Saisons für SERC und gehörte zu den Top-Torhütern. In der Saison 2009/10 spielte sein Sohn Fabian einige Spiele für den SERC mit der Nummer 27.
- Grant Martin – er trug die Rückennummer #28 und gehörte mit Wally Schreiber und Bruce Hardy zu den gefährlichsten Sturmreihen in der Geschichte der 1. Bundesliga.
- Rudolf Hipp – er trug die Rückennummer #30 und bildete mit Matthias Hoppe das Torhütergespann des SERC.
- Mark MacKay – er trug die Rückennummer #81 und war während seines Engagements beim SERC lange Zeit der Kapitän der Mannschaft. Des Weiteren avancierte er zum Publikumsliebling und Topscorer. In 389 Spielen punktete er 372-mal. Zum Ende der Saison 2001/02 beendete er seine Karriere.
- Mike Bullard – Der langjährige NHL-Spieler und Rekordscorer sowie Rekordtorschütze der DEL war zwischen 2000 und 2003 bei den Schwänen als Stürmer aktiv und trug die Rückennummer #98. In dieser Zeit erzielte er in 102 Spielen 83 Punkte. Während der Saison 2002/03 verließ er den SERC in Richtung Heilbronner Falken, kehrte aber noch einmal zu den angeschlagenen Schwenningern zurück, wo er seine Karriere beendete.
- Andreas Renz, der ehemalige DEL-Rekordspieler trug die Nummer #31.[9]

### Weitere bedeutende (ehemalige) Spieler
(Teamzugehörigkeit und Position in Klammern)
- Mike Bullard
(2000–2003, Sturm)
Der langjährige NHL-Spieler und Rekordscorer sowie Rekordtorschütze der DEL war zwischen 2000 und 2003 bei den Schwänen als Stürmer aktiv. In dieser Zeit konnte er in 102 absolvierten Spielen, 83 Punkte erzielen. Während der Saison 2002/03 verließ er den SERC in Richtung Heilbronner Falken, wo er seine Karriere beendete.
- Rich Chernomaz
(1995–1999, Sturm)
Chernomaz, der seit 2010 als Trainer des ERC Ingolstadt beschäftigt ist, stand insgesamt vier Spielzeiten im Kader der SERC Wild Wings. Er gehörte sowohl teamintern, als auch ligaweit zu den punktbesten Stürmern. So erzielte er in 190 Partien 227 Scorerpunkte. Im Sommer 1999 beendete er seine aktive Eishockeykarriere.
- Mark MacKay
(1995–2002, Sturm)
Der gelernte Stürmer Mark MacKay war während seines Engagements beim SERC lange Zeit der Kapitän der Mannschaft. Des Weiteren avancierte er zum Publikumsliebling und Topscorer. In 389 Spielen konnte er 372 Mal punkten. Zum Ende der Saison 2001/02 beendete er seine Karriere und wurde mit einem Abschiedsspiel gewürdigt.
- George Fritz
(1981–1990, 1993–1996, Sturm)
Der gebürtige Kanadier George Fritz trug insgesamt 12 Jahre das Trikot des Schwenninger ERC. Fritz gehört somit zu den Akteuren mit den meisten Ligaspielen für die Schwäne. Insgesamt absolvierte er über 400 Partien und erzielte dabei 406 Scorerpunkte.
- Thomas Deiter
(1983–1992, 1993–1995, Sturm)
Deiter stand zwischen 1983 und 1995 im Kader des Schwenninger ERC. In dieser Zeit war er mit seinem Team ausschließlich in der höchsten deutschen Eishockeyliga, der 1. Bundesliga beziehungsweise der DEL aktiv.
- Karl Altmann
(1982–1994, Verteidigung)
Altmann während seiner Zeit beim Schwenninger ERC auf insgesamt 477 Partien und gehört somit zu den Spielern mit den meisten absolvierten Ligaeinsätzen in der Geschichte des Schwenninger Eishockeysports.
- Marcel Goc
(1999–2001, Sturm)
Marcel Goc stammt aus dem Nachwuchs des Schwenninger ERC und debütierte in der Saison 1999/2000 bereits im Alter von 16 Jahren in der Profimannschaft der Wild Wings. Während des NHL Entry Draft 2001 wurde er von den San Jose Sharks ausgewählt, bei denen er von 2003 bis 2009 unter Vertrag stand. Gegenwärtig spielt Goc für die Adler Mannheim. In 154 Spielen für den SERC konnte er insgesamt 58 Scorerpunkte erzielen.
- Rudolf Hipp
(bis 1982, 1984–1995, Tor)
Rudolf Hipp ist neben Matthias Hoppe einer der Torhüter mit den meisten Ligaspielen für den SERC. So trug er zwischen 1982 und 1995 insgesamt 364 Mal das blau-weiße Trikot. Der gelernte Torwart verließ den Verein 1982 in Richtung Freiburg und kehrte zwei Jahre später wieder. In den darauffolgenden Jahren war er mit seinem Team in der 1. Bundesliga beziehungsweise der DEL aktiv
- Sascha Goc
(1994–1998, 2013–2017, Verteidigung)
Sascha Goc entstammt ebenfalls wie sein Bruder Marcel aus dem Nachwuchs des Schwenninger ERC. In der Spielzeit 1994/95 absolvierte er seine ersten Partien in der DEL. Während des NHL Entry Draft 1997 wurde er von den New Jersey Devils ausgewählt. Nach einem Engagement bei den Devils ging er des Weiteren für den Tampa Bay Lightning aufs Eis. 2013 kehrte er zu den Schwenninger Wild Wings zurück und beendete 2017 dort seine Karriere.

### Teilnahme von Spielern am DEL All-Star Game

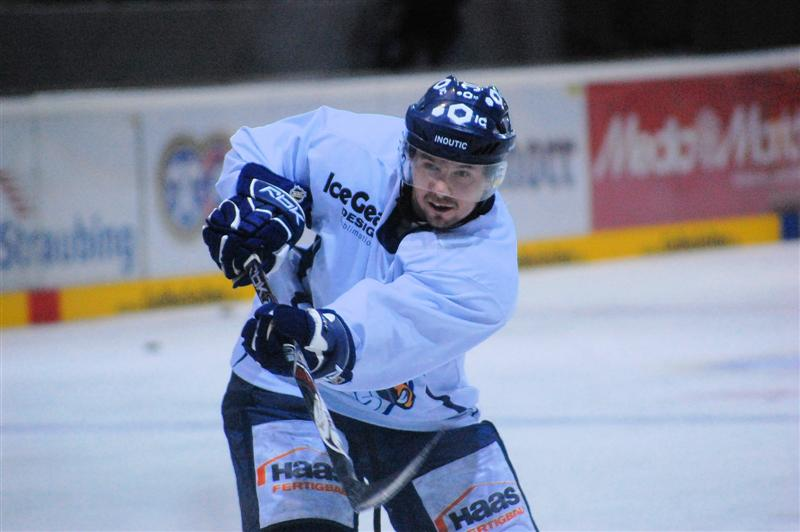
Zweimaliger ESBG All-Star Game Teilnehmer, Dušan Frosch

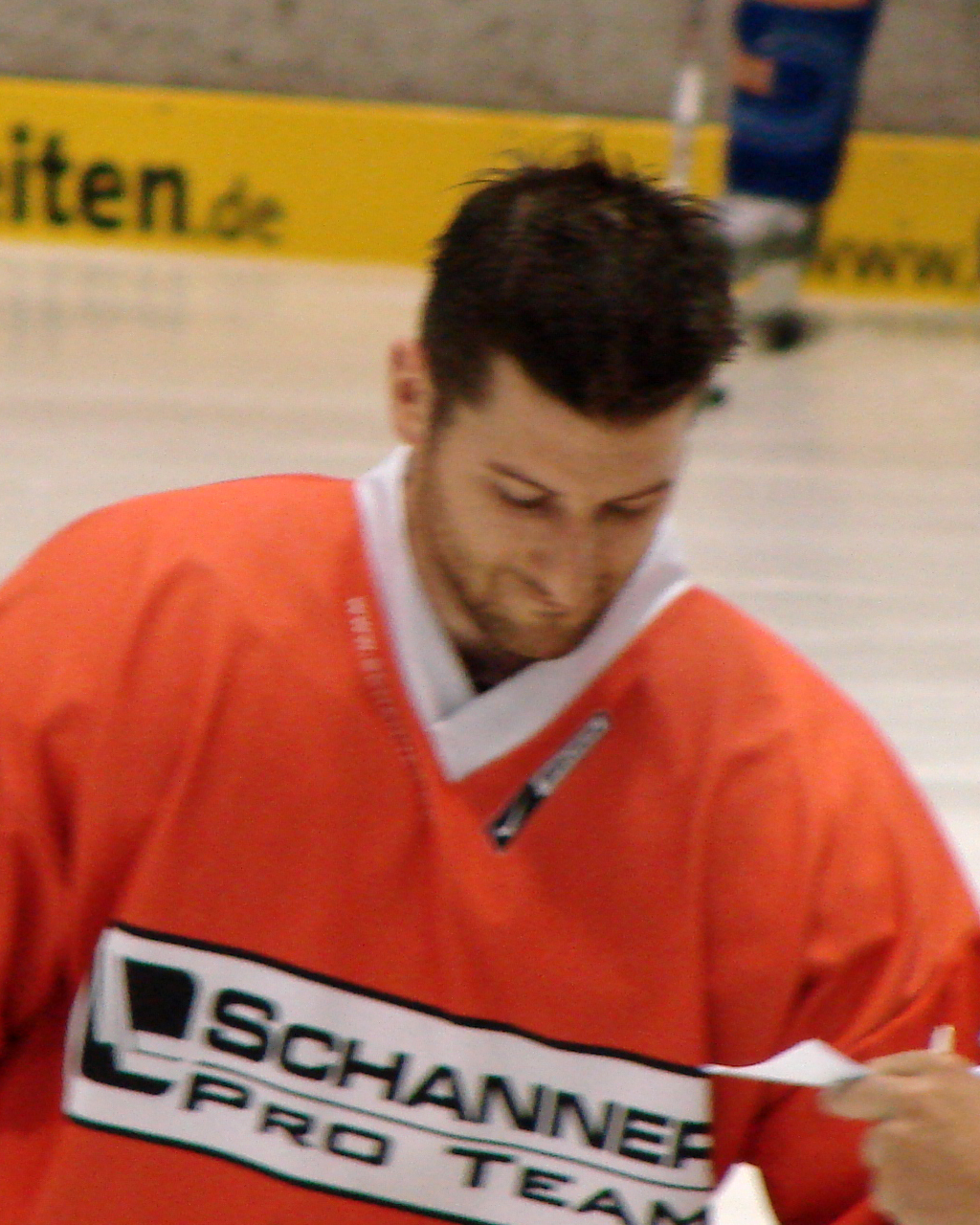
Auger wurde im Jahr 2007 für das ESBG All-Star Game nominiert

Einige Spieler der Wild Wings wurden während ihrer Teamzugehörigkeit für das DEL All-Star-Game nominiert. Dies war ein Freundschaftsspiel, welches von 1998 bis 2009 jährlich stattfand und in dem die herausragendsten Spieler der Deutschen Eishockey Liga gegeneinander antraten.
| Teilnahmen am All-Star-Game während der Teamzugehörigkeit |          |              |                   |
| Name                                                      | Position | Teilnahme(n) | Team              |
| Mike Bullard                                              | Stürmer  | 2002         | DEL All-Star Team |
| Mark MacKay                                               | Stürmer  | 2002         | Team Deutschland  |

### Teilnahmen von Spielern am ESBG All-Star Game
Das ESBG All-Star Game fand von 2006 bis 2008 jährlich statt und vereinte die besten Spieler der 2. Bundes- und Oberliga.
| Teilnahmen am All-Star-Game während der Teamzugehörigkeit |             |              |                       |
| Name                                                      | Position    | Teilnahme(n) | Team                  |
| Brad Bergen                                               | Verteidiger | 2006, 2007   | Team Schwarz-Rot-Gold |
| Robert Brezina                                            | Stürmer     | 2006         | Team Schwarz-Rot-Gold |
| Dušan Frosch                                              | Stürmer     | 2008         | Team Schwarz-Rot-Gold |
| Dominic Auger                                             | Verteidiger | 2007         | Team United Nations   |
| Dustin Whitecotton                                        | Stürmer     | 2008         | Team United Nations   |

## Trainer seit 1984
| Zeitraum  | Trainer                         |
| --------- | ------------------------------- |
| 2023–2025 | Steve Walker                    |
| 2022–2023 | Harold Kreis                    |
| 2021–2022 | Christof Kreutzer               |
| 2019–2021 | Niklas Sundblad                 |
| 2018–2019 | Paul Thompson                   |
| 2018      | Jürgen Rumrich                  |
| 2016–2018 | Pat Cortina                     |
| 2015–2016 | Helmut de Raaf                  |
| 2014–2015 | Dave Chambers                   |
| 2012–2014 | Stefan Mair                     |
| 2011–2012 | Jürgen Rumrich                  |
| 2009–2011 | Axel Kammerer                   |
| 2008–2009 | Kim Collins                     |
| 2008      | Jari Pasanen                    |
| 2007–2008 | Greg Pruden                     |
| 2006–2007 | Peter Ustorf                    |
| 2006      | Bernhard Kaminski               |
| 2005–2006 | Marcel Breil                    |
| 2003–2005 | Mike Bullard                    |
| 2002      | Bedřich Pastyřík und Danny Held |
| 2002      | Tom Pokel                       |
| 2001–2002 | Kim Collins                     |
| 1999–2001 | Rich Chernomaz                  |
| 1997–1999 | Ron Ivany                       |
| 1994–1997 | Bob Burns                       |
| 1993–1994 | Miroslav Berek                  |
| 1992–1993 | Ross Yates                      |
| 1991–1992 | Jozef Čapla                     |
| 1990–1991 | Gunnar Leidborg                 |
| 1990      | Jaroslav Maly                   |
| 1987–1990 | Václav Nedomanský               |
| 1985–1987 | Bill Flynn                      |
| 1984–1985 | Craig Sarner                    |

Der erste Trainer der SERC Wild Wings seit Gründung der Deutschen Eishockey Liga war der gebürtige Tscheche Miroslav Berek, welcher zu Beginn der Saison 1994/95 entlassen und anschließend durch den Kanadier Bob Burns ersetzt wurde. Burns betreute die Mannschaft drei Spielzeiten und konnte dabei einige Erfolge feiern. So erreichte er mit den Schwänen in seiner ersten Spielzeit das Viertelfinale der Play-offs und im darauffolgenden Jahr das Achtelfinale. In seiner letzten Amtszeit als Trainer verpasste er mit dem SERC die Play-offs und trat mit dem DEL-Gründungsmitglied stattdessen in der Relegationsrunde an.
Zur Saison 1997/98 konnte das Management Ron Ivany verpflichten. Der Nordamerikaner konnte mit dem Team zweimal in Folge nicht die Play-offs erreichen. Daraufhin wurde sein im Sommer 1999 auslaufender Vertrag nicht verlängert und sein Landsmann Rich Chernomaz engagiert.
Auf Chernomaz folgte Kim Collins und schließlich zur Spielzeit 2002/03 der US-Amerikaner Tom Pokel, der jedoch am 30. Oktober 2002 auf Grund des fehlenden sportlichen Erfolgs von seinen Aufgaben als Headcoach freigestellt wurde. Das Trainerduo Bedřich Pastyřík und der ehemalige Spieler der Frankfurt Lions Danny Held beendeten die Saison auf dem letzten Platz. Trotz eines 4:2-Siegs nach Spielen in den Play-downs, stieg der SERC auf Grund eines Lizenzentzugs in die 2. Bundesliga ab. Der führende in der ewigen DEL-Scorertabelle Mike Bullard sowie der Deutsch-Kanadier Marcel Breil und der Deutsche Bernhard Kaminski waren in den folgenden Jahren für die Profimannschaft verantwortlich. Kaminski erreichte mit den Schwänen während seiner Amtszeit das Play-off-Halbfinale, wurde aber dennoch 19. Dezember 2007 entlassen. Sein Nachfolger, der ehemalige SERC-Trainer Peter Ustorf, welcher den Verein in der Zeit von 1978 bis 1980 von der Oberliga in die 1. Bundesliga geführt hatte, übte seine Anstellung als Chefcoach lediglich zehn Monate aus und sein Vertrag wurde anschließend wegen Erfolglosigkeit aufgelöst.
Der Kanadier Greg Pruden, der am 25. Oktober 2007 antrat und bis zum Ende der Saison 2007/08 als Trainer agierte sowie der gebürtige Finne Jari Pasanen waren anschließend die Nachfolger von Ustorf. Die Verantwortlichen des Schwenninger ERC entließen Pasanen Dezember 2008 und stellten kurze Zeit später mit Kim Collins einen neuen Headcoach vor. Collins, der während seiner aktiven Eishockeykarriere unter anderem bei den Augsburger Panthern in der Deutschen Eishockey Liga aktiv war, erhielt einen Vertrag bis zum Jahr 2009. Nach dem Ende der Saison 2008/09 wurde sein Vertrag nicht verlängert. Nachfolger des Kanadiers war Axel Kammerer, der zwei Jahre lang Trainer des SERC war. Nachdem die Wild Wings zu Saisonbeginn 2011/12 vier von fünf Spielen verloren hatten, wurde er entlassen. Ab 16. Oktober 2011 war Jürgen Rumrich Cheftrainer des SERC, verließ den Verein aber nach dem Saisonende 2011/12.
Vor der Saison 2012/13 verpflichtete der Club mit Stefan Mair erstmals einen Trainer aus Italien, der in seiner Debütsaison gleich das Finale der 2. Bundesliga erreichte. Auch nach dem Aufstieg in die DEL blieb dieser im Amt, ehe er im November 2014 nach einer Niederlagenserie entlassen wurde.
Nachdem zeitweise Dave Chambers und Helmut de Raaf den Posten übernahmen, wurde im Jahr 2016 Pat Cortina verpflichtet, der in den Spielzeiten 2016/17 und 2017/18 eine konstante Mannschaft zusammenstellen konnte. Dies wurde durch das erstmalige Erreichen der Playoffs seit 1998 belegt. Aufgrund des schlechten Saisonauftakts mit nur 7 Punkte aus 15 Spielen wurde Pat Cortina im November 2018 beurlaubt. Interimsweise hatte Manager Jürgen Rumrich den Posten für etwa eine Woche übernommen.
Nach kurzer Suche wurde am 8. November 2018 der Brite Paul Thompson als neuer Trainer verpflichtet. Er unterschrieb einen Vertrag bis Saisonende mit einer vereinsseitigen Option auf eine weitere Spielzeit. Diese Option wurde aktiviert, Thompson jedoch schon im Dezember 2019 durch Niklas Sundblad ersetzt.
In der Saison 2021/22 wurde Sundblad nach dem 19. Spieltag auf dem letzten Tabellenplatz stehend beurlaubt. Für ihn übernahm Christof Kreutzer, der sportliche Leiter der Wild Wings, den Cheftrainerposten. Sein Co-Trainer wurde Steffen Ziesche.
Kreutzer verpflichtete noch während der laufenden Spielzeit 2021/22 Harold Kreis als neuen Trainer von seinem ehemaligen Verein Düsseldorfer EG, der die Mannschaft 2022/23 als Cheftrainer betreute, jedoch ebenfalls die Playoffs verpasste und Trainer der deutschen Eishockeynationalmannschaft wurde.
Seit der Saison 2023/24 ist der Kanadier Steve Walker, der zuvor Assistenztrainer beim EHC Red Bull München war, Cheftrainer. Es ist nach der Tätigkeit bei EC KAC in Österreich seine zweite als Cheftrainer.
Am Ende der Spielzeit 2023/24 wurde der Kanadier als DEL-Trainer des Jahres ausgezeichnet.

## Stammverein
Der Schwenninger ERC agiert als eingetragener Sportverein neben der Profimannschaft. Die Eishockeyabteilung ist, neben der Profimannschaft, mit den „Young Wings“ als Nachwuchs- und den „Old Wings“ als Seniorenmannschaft sportlich aktiv. Hinzu kommen die Amateurmannschaft, „Fire Wings“ genannt, und die „Lady Wings“, welche die Damenmannschaft darstellen. Die Schwenninger ERC Fire Wings nehmen an der viertklassigen Baden-Württemberg-Liga teil. Im Nachwuchsbereich unterhält der Verein zehn Jugendmannschaften, darunter eine Junioren-, zwei Schüler-, zwei Knaben-, zwei Bambini- sowie zwei Kleinstschülermannschaften. Sportliches Aushängeschild ist die Schülermannschaft, die in der Deutschen Nachwuchsliga (DNL) aktiv ist.
Des Weiteren gibt es eine Inlinehockeyabteilung namens „Power Wings“, die im Jahre 2005 deutscher Vizemeister wurde. Hinzu kommen eine Eiskunstlauf- und eine Eisstockschützenabteilung und die Breitensportabteilung der „Fun Wings“.

## Fans und Rivalitäten
Die Fans der Schwenninger Wild Wings gelten als sehr stimmungsvoll. Die Fanclubs der Wild Wings gehören alle zur SERC-Fanclubvereinigung. Die SERC-Supporters 99 sind neben Augsburg 98 die älteste noch bestehende Ultra-Bewegung im deutschen Eishockey. Zudem besteht seit dem 11. Dezember 2001 eine Fanfreundschaft zwischen den Anhängern der Augsburger Panther und der Wild Wings.
Die größten Rivalen der Wild Wings sind alle in Baden-Württemberg beheimatet. Dazu gehören die Wölfe Freiburg und die Adler Mannheim. Brisant ist hierbei insbesondere das „Schwarzwaldderby“ gegen die Wölfe Freiburg. Ein Grund ist die geografische Nähe der Städte Schwenningen und Freiburg, ein anderer ist die Rivalität von Baden (Freiburg) und Württemberg (Schwenningen), ein wieder anderer ist die Marktführung der Hauptsponsoren Rothaus (Freiburg) und Fürstenberg (Schwenningen). Bietigheim, Ravensburg und Heilbronn gehören zu den schwäbischen Vereinen, die in der 2. Bundesliga mit Schwenningen um die Meisterschaft kämpften. Doch da Schwenningen seit der Saison 2013/14 wieder in der DEL spielt, ist die Rivalität zu den Adlern Mannheim sowie seit 2021 bis zum erneuten Abstieg 2023 zu den Bietigheim Steelers im Fokus.

## Spielstätte

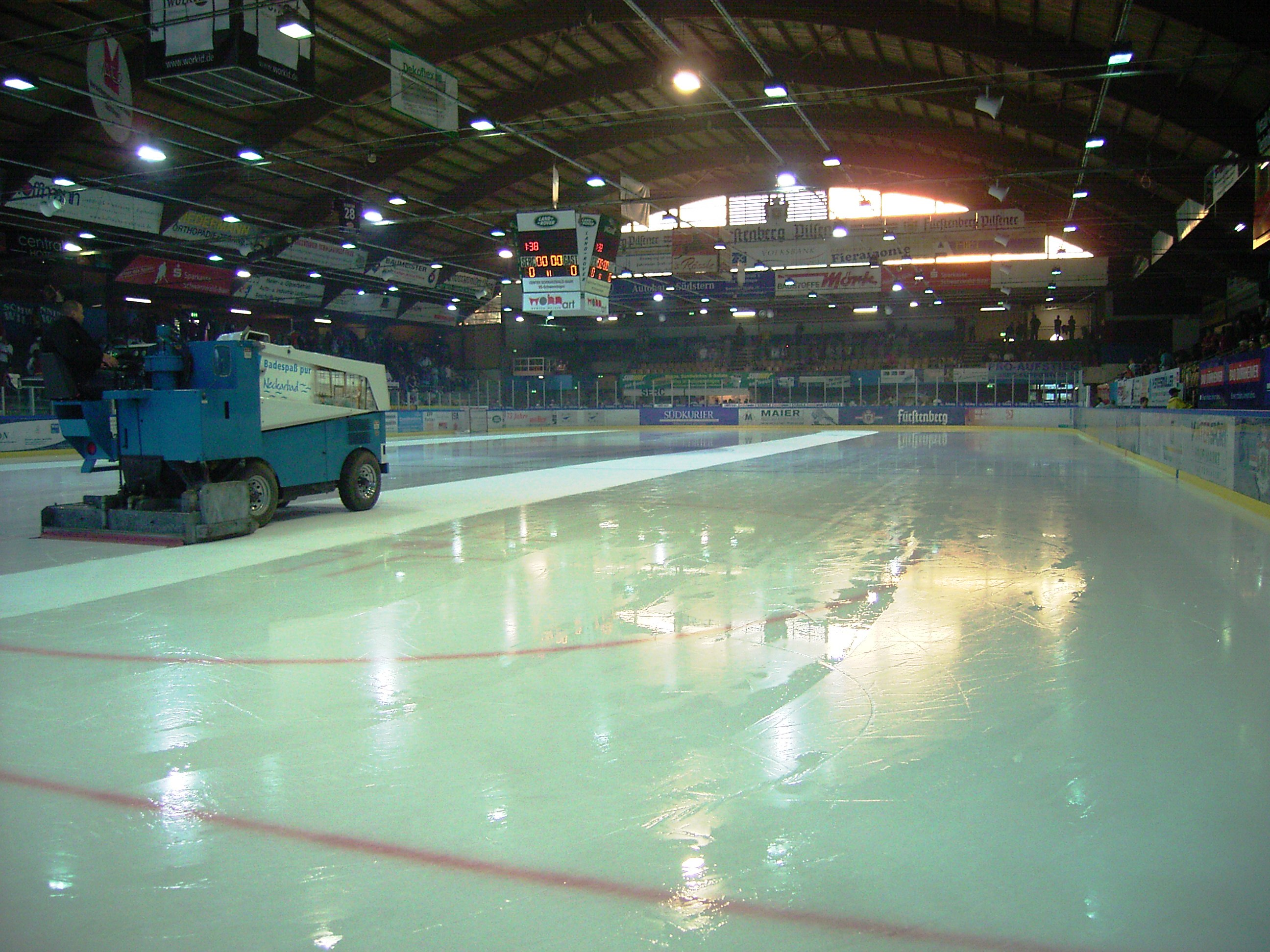
Innenansicht der Helios Arena (vor dem Umbau)

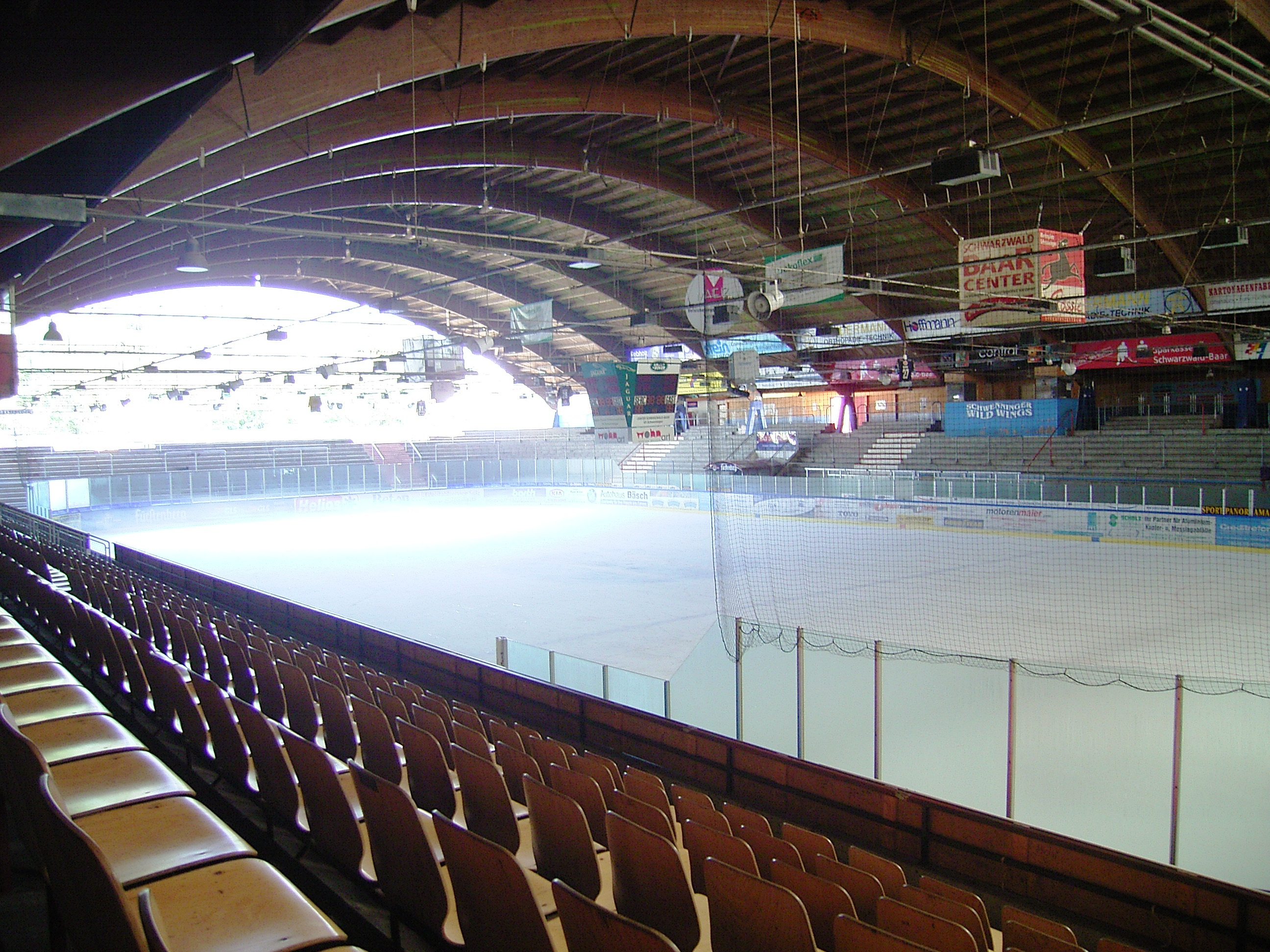
Das Eisstadion vor dem Umbau

Seit Dezember 1964 ist die „Helios Arena“, wie das ehemalige „Eisstadion am Bauchenberg“ seit der Saison 2008/09 offiziell heißt, die Heimspielstätte der Schwenninger Mannschaften. Das Eisstadion steht im Schwenninger Teil der Doppelstadt Villingen-Schwenningen in der Nähe des Schwenninger Moos. Neben Eishockey wird das Stadion zusätzlich für Curling, Eiskunstlauf und Eisstockschießen genutzt. Zu dem Areal des Stadions gehört noch eine zweite Eisfläche, welche dem Publikumsverkehr sowie den Jugend- und Hobbymannschaften zum Training zur Verfügung steht.
Zunächst war das „Eisstadion am Bauchenberg“ eine einfache Kunsteisbahn, die erst im Jahr 1976 überdacht wurde. Parallel zur Überdachung wurde an der Nordseite eine Sitztribüne errichtet und das Stadion wurde bis 1981 weiter ausgebaut. Ende der 1980er Jahre wurde das Stadion um einen Kabinentrakt sowie die Süd- und Ost Tribünen erweitert und somit dreiseitig geschlossen. Im Februar 2007 genehmigte der Gemeinderat der Stadt Villingen-Schwenningen die erste Ausbaustufe für ein modernisiertes Eisstadion. In der Sommerpause 2007 wurde mit den Umbauarbeiten angefangen. Darunter fallen eine neue Brandschutzmauer zwischen den beiden Eisbahnen, neue sanitäre Anlagen, ein neues Obergeschoss, neue Sitzplätze und ein neuer Eingangsbereich auf der Rückseite. Damit war der erste von drei Bauabschnitten abgeschlossen.
In der Sommerpause 2008 startete die verantwortliche Baufirma mit dem zweiten Bauabschnitt, der einige größere Veränderungen vorsah. So wurde das alte Dach durch ein komplett neues Dach mit Stahlträger ersetzt, ein Oberrang wurde eingezogen, die Außenwände neu gemauert und neue Räumlichkeiten entstanden. Der letzte Bauabschnitt, dessen Fertigstellung bis 2009 geplant war, beinhaltete unter anderem die Bestuhlung des Oberrangs und den Ausbau der VIP-Logen. Seitdem verfügt die Helios Arena über eine Zuschauerkapazität von ca. 6300 bei Eishockeyspielen und bietet bei Konzerten mit Innenraumbestuhlung Platz für 8000 Personen. Neben ihrer hauptsächlichen Funktion als Spielstätte der Schwenninger Wild Wings wird die Arena für Veranstaltungen wie Konzerte oder Tagungen genutzt.

## Sponsoring
Seit über 25 Jahren ist die Fürstlich Fürstenbergische Brauerei (Fürstenberg) Partner und Hauptsponsor der SERC Wild Wings. Daneben haben die Wild Wings noch regionale Sponsoren, wie zum Beispiel Bad Dürrheimer, die Vivida BKK oder Werner Wohnbau. Der Ventilatorenhersteller Helios hält die Namensrechte des Eisstadions am Bauchenberg.